# File Dropper
File Dropper é um serviço gratuito de hospedagem de conteúdos.

## Detalhes do serviço

### Serviços gratuitos
- Não é preciso dar o email nem registar-se no serviço
- Não é preciso entrar nenhuma CAPTCHA para efectuar o download de nenhum ficheiro
- Não há tempo de espera para fazer o download
- Sem limite de download (nem por tempo, nem por quantidade de tráfego)
- Limite de 5 GB por ficheiro, no upload
- É possível carregar imagens, com ligação direta suportada
- Enquanto os ficheiros tiverem downloads eles não serão apagados
- Não há discriminação dos utilizadores baseada na sua localização Lucas Rojas

### Serviços pagos
- Todos os serviços para não membros (referidos acima)
- Conta com limite de até 250 GB
- Gestor de ficheiros do utilizador
- É possível meter uma palavra-chave nos ficheiros
- É possível marcar os ficheiros como privados
- É possível apagar ficheiros carregados no serviço